# Patricia Charbonneau
Pour les articles homonymes, voir Charbonneau.
Patricia Charbonneau, née le 19 avril 1959 à Valley Stream, est une actrice américaine.

## Filmographie

### Cinéma
- 1985 : Desert Hearts : Cay Rivvers ;
- 1986 : Le Sixième Sens : Mme Sherman ;
- 1988 : Blue-Jean Cop (Shakedown) de James Glickenhaus : Susan Cantrell ;
- 1988 : Call Me : Anna ;
- 1990 : Sanglante Paranoïa (Brain Dead) : Dana Martin ;
- 1990 : RoboCop 2 : Une technicienne (non créditée) ;
- 1991 : K2 : Jacki ;
- 1996 : Portraits of a Killer : Carolyn Price ;
- 1998 : Kiss the Sky : Franny ;
- 1999 : Trafic mortel (The Arrangement) : Marion Markel ;
- 1999 : Elle est trop bien (She's All That) : Lois Siler ;
- 1999 : California Myth : Barbara ;
- 2020 : Skipping Stones : Mme Travers.

### Télévision

#### Séries télévisées
- 1987 : Equalizer : Sally Stevens ;
- 1987 : Spenser (Spenser: For Hire) : Linda Shannon ;
- 1986-1987 : Les Incorruptibles de Chicago (Crime Story) : Inger Thorson ;
- 1988-1989 : Un flic dans la mafia (Wiseguy) : Carole Sternberg ;
- 1989 : Unsub : Lucille ;
- 1989 : Matlock : Madeline 'Maddy' Medford ;
- 1990 : Booker : Clara ;
- 1990 : Jack Killian, l'homme au micro (Midnight Caller) : Dakota Roberts ;
- 1991 : Arabesque (Murder, She Wrote) : Diana Sterling ;
- 1991 : Le père Dowling (Father Dowling Mysteries) : Laurie Kidd ;
- 1992 : L'As de la crime (The Commish) : Catherine Belzer ;
- 1992 : Les Contes de la crypte (Tales from the Crypt) : Ellen Renfield ;
- 1993 : Le Rebelle (Renegade) : Janet ;
- 1993 : Walker, Texas Ranger : Robin Henley ;
- 1994 : Viper : Ella Keats ;
- 1995 : Extrême : Le shérif Lynn Roberts ;
- 1995 : SeaQuest, police des mers (Seaquest DSV) : Elaine Morse ;
- 1996 : Kindred : Le Clan des maudits (Kindred: The Embraced) : Camilla ;
- 1997 : Profiler : Barbara Chapin ;
- 1997 : New York Undercover : Jennifer Lewis ;
- 1997 : Diagnostic: meurtre (Diagnosis Murder) : Marshal Monica Shattuck ;
- 1998 : Beyond Belief: Fact or Fiction : La conductrice ;
- 2000 : Strange World : Diane Wasserman ;
- 2001 : New York, section criminelle (Law & Order: Criminal Intent) : Sydney Markham ;
- 2002 : New York, police judiciaire (Law & Order) : Janet Naiman ;
- 2008 : New York, unité spéciale (Law & Order: Special Victims Unit) : Paige Beddles.

#### Téléfilms
- 1986 : Les Hommes du C.A.T. (C.A.T. Squad) : Nikki Blake ;
- 1988 : Désastre à la centrale 7 (Disaster at Silo 7) : Kathy Fitzgerald ;
- 1989 : De l'or et des fusils (Desperado: Badlands Justice) : Emily Harris ;
- 1991 : The Owl : Danny Santerre ;
- 1991 : Captive : Karen ;
- 1999 : Une nuit très particulière (One Special Night) : Lori ;
- 2008 : Périmètre mortel (100 Feet) : Frances.

### Jeux vidéo
- 1995 : Mission Critical : Le lieutenant commander Tran.